# HMS E5
HMS E5 – brytyjski okręt podwodny typu E. Zbudowany w latach 1911–1912 w Vickers w Barrow-in-Furness. Okręt został wodowany 17 maja 1912 roku i rozpoczął służbę w Royal Navy 28 czerwca 1913 roku. 
Na krótko przed oddaniem do użytku Royal Navy 8 czerwca 1913 roku na statku doszło do wypadku, eksplodował silnik. Zginęło według jednych źródeł 13, według innych 2 członków załogi, a 9 zostało ciężko rannych.
W 1914 roku E5 stacjonował w Harwich przydzielony do Ósmej Flotylli Okrętów Podwodnych (8th Submarine Flotilla) pod dowództwem   Lt. Cdr.  Charles S. Benninga. 
28 sierpnia 1914 roku okręt brał udział w pierwszej bitwie koło Helgolandu.
7 marca 1916 roku w czasie patrolu w okolicy Juist na Morzu Północnym HMS E5 został zauważony przez niemiecki krążownik SMS Regensburg i w wyniku manewrów wszedł w niemieckie pole minowe. Nigdy nie powrócił z patrolu i został uznany za zatopiony.